# Forêt de la Grande Chaloupe
La forêt demi-sèche autrefois présente sur l’ensemble de la côté ouest de l’île, ne subsiste que sur moins d’1% de sa surface d’origine, soit quelques centaines d’hectares répartis en une multitude d’îlots  dépassant rarement un hectare. Ces vestiges sont réparties dans les ravines de la frange littorale ainsi dans les cirques de Mafate et Cilaos. Les vestiges les mieux préservés se situent sur la zone de la Grande Chaloupe.
Cette forêt, possession du Conservatoire du littoral, se situe entre Saint-Denis et La Possession ; elle est traversée par une ravine du même nom, et s’étend sur une superficie d'environ 250 ha. Grâce à un relief accidenté, elle a conservé certains vestiges remarquables de forêt semi-sèche, notamment des espèces très rares. Elle est menacée par l’invasion des espèces exotiques et les incendies.

## Forêt semi-sèche
La forêt semi-sèche, ou forêt semi-xérophile, est un type de forêt de l'île de La Réunion, département d'outre-mer français dans le sud-ouest de l'océan Indien. Ce type de forêts compte de nombreuses espèces végétales en voie de disparition, et notamment les espèces suivantes :
- Bremontiera ammoxylon , (indigotier) bois de sable ou bois de rose[5]
- Obetia ficifolia ou bois d'ortie
- Clerodendrum heterophyllum ou bois de chenille
- Tabaernemontana persicariaefolia , bois de lait ou bois de petit lait[6]
- Coptosperma borbonica ou bois de pintade[7]
- (Dombeya acutangula) ou mahot tantan
- (Cerbera manghas) tanguin ou faux manguier
- (Ruizia cordata) ruizie cordée ou bois de senteur
- (Dombeya populnea) bois de senteur bleu[8]
- (Foetidia mauritiana) bois puant
- (Polyscias cutispongia) bois d'éponge
- (Myonima obovata) bois de prune (rat) ou bois de buis[9]